# Epistrophella
Epistrophella là một chi ruồi trong họ Syrphidae.